# Râpa cu lăstuni din Valea Divici
Râpa cu lăstuni din Valea Divici este o arie protejată de interes național ce corespunde categoriei a IV-a IUCN (rezervație naturală de tip mixt), situată în județul Caraș-Severin, pe teritoriul administrativ al comunei Pojejena.

## Descriere
Rezervația naturală cu o suprafață de 5 ha, aflată în partea vestică a satului Divici, este înclusă în Parcul Natural Porțile de Fier și a fost declarată arie naturală protejată prin Legea Nr.5 din 6 martie 2000 (privind aprobarea Planului de amenajare a teritoriului național - Secțiunea a III-a - zone protejate).
Aria naturală reprezintă o zonă cu pajiști acoperite cu vegetație și abrupturi formate în depozite loessoide; ce adăpostește și asigură condiții de hrană și cuibărit pentru colonii de lăstuni de mal (Riparia riparia), o specie din ordinul passeriformes.

## Floră și faună

### Floră

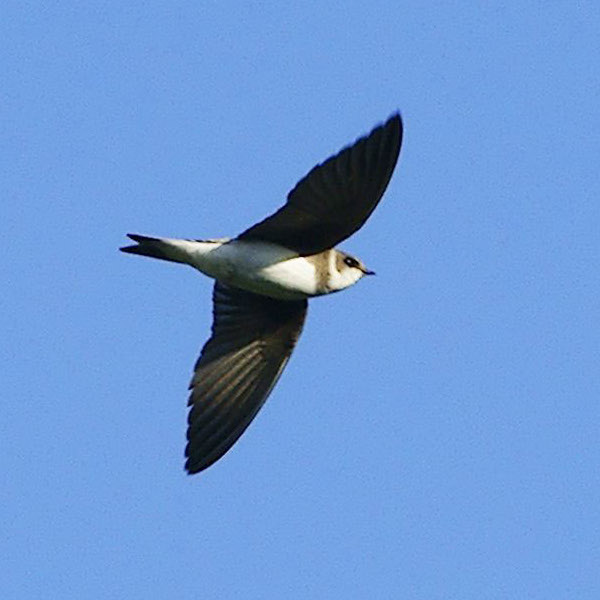
Lăstun de mal (Riparia riparia)

Flora rezervației este constituită din specii de bujor bănățean (Paeonia officinalis L.), stânjenel (Iris graminea), săbiuță (Gladiolus imbricatus), brăndușă galbenă (Crocus moesicus), brândușă de toamnă (Colchicum autumnale).

### Faună
Fauna este reprezentată de specii păsări, dintre care:  lăstun de mal (Riparia riparia), lăstun de stâncă (Hirundo rupestris), rândunica roșcată (Hirundo daurica), potârnichea de stâncă (Alectoris greaca), lăstun mare (Apus melba) sau presura bărboasă (Emberiza cirlus)

## Căi de acces
- Drumul național (DN57) - Moldova Nouă - Măcești - Pojejena se intră pe DN57A și se continuă drumul în direcția Belobreșca - Divici, pe partea dreaptă a drumului se află rezervația.[7]